# Amphicerus
Amphicerus es un género de escarabajos de la familia Bostrichidae.

## Especies
- Amphicerus anobioides (Waterhouse, 1888)
- Amphicerus bicaudatus (Say, 1824)
- Amphicerus bimaculatus (Olivier, 1790)
- Amphicerus caenophradoides (Lesne, 1895)
- Amphicerus clunalis Lesne, 1939
- Amphicerus cornutus (Pallas, 1772)
- Amphicerus galapaganus (Lesne, 1910)
- Amphicerus hamatus (Fabricius, 1787)
- Amphicerus lignator (Lesne, 1899)
- Amphicerus malayanus (Lesne, 1898)
- Amphicerus securimentum Lesne, 1939
- Amphicerus simplex (Horn, 1885)
- Amphicerus teres Horn, 1878
- Amphicerus tubularis (Gorham, 1883)